# Marhaenisme
El Marhaenisme és una ideologia política socialista originària d'Indonèsia. Els partidaris del Marhaenisme es coneixen com a Marhaenistes. Va ser desenvolupat pel que va ser el primer President d'Indonèsia, Sukarno.
Alguns estudiosos argumenten que el Marhaenisme és una variant del Marxisme. Emfasitza la unitat nacional, cultura, i economia col·lectivista. Va ser establert com una ideologia anticapitalista i antiimperialista. Promou drets democràtics en oposició a l'autoritarisme, mentre condemna el liberalisme i l'individualisme. Combina tant principis occidentals com d'orientals. El Marhaenisme és la ideologia que guia el Partit Nacional indonesi Marhaenisme i l'actualment desaparegut Partit Marhaen Malàisia.

## Història
El nom de la ideologia prové suposadament d'un pagès amb terres, però pobre, anomenat Marhaen, qui Sukarno va conèixer a Priangan. Sukarno va atribuir la pobresa del pagès a una manca d'accés als mitjans de producció. Sukarno va anomenar "Marhaens" als membres de la classe agrària en una situació similar.